# Сајло (Оклахома)
Сајло (енгл. Silo) град је у америчкој савезној држави Оклахома.

## Демографија
По попису из 2010. године број становника је 331, што је 49 (17,4%) становника више него 2000. године.
| Група             | 2000.       | 2010.       |
| Белци             | 226 (80,1%) | 215 (65,0%) |
| Афроамериканци    | 0 (0,0%)    | 1 (0,3%)    |
| Азијати           | 0 (0,0%)    | 0 (0,0%)    |
| Хиспаноамериканци | 5 (1,8%)    | 6 (1,8%)    |
| Укупно            | 282         | 331         |